# Larry Nuesslein
Lawrence Adam Nuesslein, detto Larry (Ridgefield Park, 16 maggio 1895 – Allentown, 10 maggio 1971), è stato un tiratore a segno statunitense.
Nuesslein partecipò per gli Stati Uniti d'America ai Giochi della VII Olimpiade di Anversa. In quella edizione dei Giochi Olimpici vinse la medaglia d'oro nella carabina piccola 50 metri in piedi, la medaglia d'oro nella carabina piccola 50 metri in piedi a squadre, la medaglia d'argento nella carabina militare 300 metri in piedi a squadre, la medaglia di bronzo nella carabina militare 300 metri in piedi e la medaglia di bronzo nel bersaglio mobile 100 metri colpo singolo a squadre.
Ottenne quindi, in una singola Olimpiade, un totale di cinque medaglie, di cui un oro ed un bronzo individuali ed un oro, un argento ed un bronzo a squadre.

## Palmarès
- 1920  Anversa – Oro nella Carabina piccola 50 m. in piedi
- 1920  Anversa – Oro nella Carabina piccola 50 m. in piedi a squadre
- 1920  Anversa – Argento nella Carabina militare 300 m. in piedi a squadre
- 1920  Anversa – Bronzo nella Carabina militare 300 m. in piedi
- 1920  Anversa – Bronzo nel Bersaglio mobile 100 m. colpo singolo a squadre.